# Microgale cowani
El tenrec musaraña de Cowan (Microgale cowani) es una especie de mamífero de la familia Tenrecidae. Es endémico en Madagascar y habita a través de los bosques húmedos orientales. Habita en alturas entre 810 y 2,450 m s. n. m.

## Características
Microgale cowani es un mamífero pequeño similar a las musarañas.Se ha reportado que posee un pelaje corto, suave y denso. Tiene una amplia variedad de colores y patrones, desde el café chocolate con visos rojos a café-castaño claro con gran cantidad de rojo. Tiene un peso de 10 a 13,8 g y una longitud de 113 a 165 mm.

## Estado de conservación
En 2008 fue catalogado en la Lista Roja de la UICN como especie con preocupación menor LC (del inglés Least Concern), por ser una especie ampliamente distribuida, fácilmente adaptable a los cambios de hábitat por la presión humana, por distribuirse en muchas zonas protegidas y por no existir evidencia de una rápida declinación de la especie.